# أبو طوالة (الشرقية)
أبو طوالة هي إحدى القرى التابعة لمركز منيا القمح في محافظة الشرقية في جمهورية مصر العربية. حسب إحصاءات سنة 2006، بلغ إجمالي السكان في أبو طوالة 6639 نسمة، منهم 3438 رجل و3201 امرأة.